# Campeonato Sub-16 femenino de la AFC 2009
El Campeonato Sub-16 femenino de la AFC 2009 fue la tercera instancia del Campeonato Asiático Sub-16 de la Mujer. Los 3 primeros equipos de la fase final clasificaron para la Copa Mundial Femenina de Fútbol Sub-17 de 2010.

## Fase de grupos
El sorteo para el Campeonato Asiático Sub-16 Femenino de 2009 se llevó a cabo en Bangkok el 27 de febrero de 2009.

### Grupo A
| Equipo          | Pts | PJ | PG | PE | PP | GF | GC | Dif |
| --------------- | --- | -- | -- | -- | -- | -- | -- | --- |
| Corea del Sur   | 7   | 3  | 2  | 1  | 0  | 18 | 2  | 16  |
| Corea del Norte | 7   | 3  | 2  | 1  | 0  | 14 | 2  | 12  |
| Tailandia       | 3   | 3  | 1  | 0  | 2  | 4  | 15 | -11 |
| Birmania        | 0   | 3  | 0  | 0  | 3  | 2  | 19 | -17 |

| Fecha                  | Lugar              |                 |                            | Resultado |                            |                 |
| ---------------------- | ------------------ | --------------- | -------------------------- | --------- | -------------------------- | --------------- |
| 4 de noviembre de 2009 | Bangkok, Tailandia | Corea del Norte | Bandera de Corea del Norte | 5:0       | Bandera de Tailandia       | Tailandia       |
| 4 de noviembre de 2009 | Bangkok, Tailandia | Corea del Sur   | Bandera de Corea del Sur   | 8:0       | Bandera de Birmania        | Myanmar         |
| 6 de noviembre de 2009 | Bangkok, Tailandia | Tailandia       | Bandera de Tailandia       | 0:8       | Bandera de Corea del Sur   | Corea del Sur   |
| 6 de noviembre de 2009 | Bangkok, Tailandia | Myanmar         | Bandera de Birmania        | 0:7       | Bandera de Corea del Norte | Corea del Norte |
| 8 de noviembre de 2009 | Bangkok, Tailandia | Corea del Norte | Bandera de Corea del Norte | 2:2       | Bandera de Corea del Sur   | Corea del Sur   |
| 8 de noviembre de 2009 | Bangkok, Tailandia | Myanmar         | Bandera de Birmania        | 2:4       | Bandera de Tailandia       | Tailandia       |

### Grupo B
| Equipo       | Pts | PJ | PG | PE | PP | GF | GC | Dif |
| ------------ | --- | -- | -- | -- | -- | -- | -- | --- |
| Australia    | 9   | 3  | 3  | 0  | 0  | 14 | 1  | 13  |
| Japón        | 6   | 3  | 2  | 0  | 1  | 20 | 4  | 16  |
| China        | 3   | 3  | 1  | 0  | 2  | 8  | 7  | 1   |
| China Taipéi | 0   | 3  | 0  | 0  | 3  | 0  | 30 | -30 |

| Fecha                  | Lugar              |              |                                       | Resultado |                                       |              |
| ---------------------- | ------------------ | ------------ | ------------------------------------- | --------- | ------------------------------------- | ------------ |
| 5 de noviembre de 2009 | Bangkok, Tailandia | Japón        | Bandera de Japón                      | 16:0      | Bandera de China Taipéi               | China Taipéi |
| 5 de noviembre de 2009 | Bangkok, Tailandia | Australia    | Bandera de Australia                  | 4:0       | Bandera de la República Popular China | China        |
| 7 de noviembre de 2009 | Bangkok, Tailandia | China Taipéi | Bandera de China Taipéi               | 0:7       | Bandera de Australia                  | Australia    |
| 7 de noviembre de 2009 | Bangkok, Tailandia | China        | Bandera de la República Popular China | 1:3       | Bandera de Japón                      | Japón        |
| 9 de noviembre de 2009 | Bangkok, Tailandia | Japón        | Bandera de Japón                      | 1:3       | Bandera de Australia                  | Australia    |
| 9 de noviembre de 2009 | Bangkok, Tailandia | China        | Bandera de la República Popular China | 7:0       | Bandera de China Taipéi               | China Taipéi |

## Segunda fase
|  | Semifinales              | Semifinales     |   |  | Final                    | Final |  |
|  |                          |                 |   |  |                          |       |  |
|  | 12 de noviembre, Bangkok |                 |   |  |                          |       |  |
|  | Corea del Sur            | 1               |   |  |                          |       |  |
|  | Japón                    | 0               |   |  |                          |       |  |
|  |                          |                 |   |  |                          |       |  |
|  |                          |                 |   |  | 15 de noviembre, Bangkok |       |  |
|  |                          |                 |   |  | Corea del Sur            | 4     |  |
|  |                          | Corea del Norte | 0 |  |                          |       |  |
|  |                          |                 |   |  |                          |       |  |
|  |                          |                 |   |  |                          |       |  |
|  |                          |                 |   |  |                          |       |  |
|  | 12 de noviembre, Bangkok |                 |   |  |                          |       |  |
|  | Australia                | 3               |   |  |                          |       |  |
|  | Corea del Norte          | 4               |   |  |                          |       |  |

| Corea del Sur                     |
| Campeón Corea del Sur 1.er título |